# AKG C451

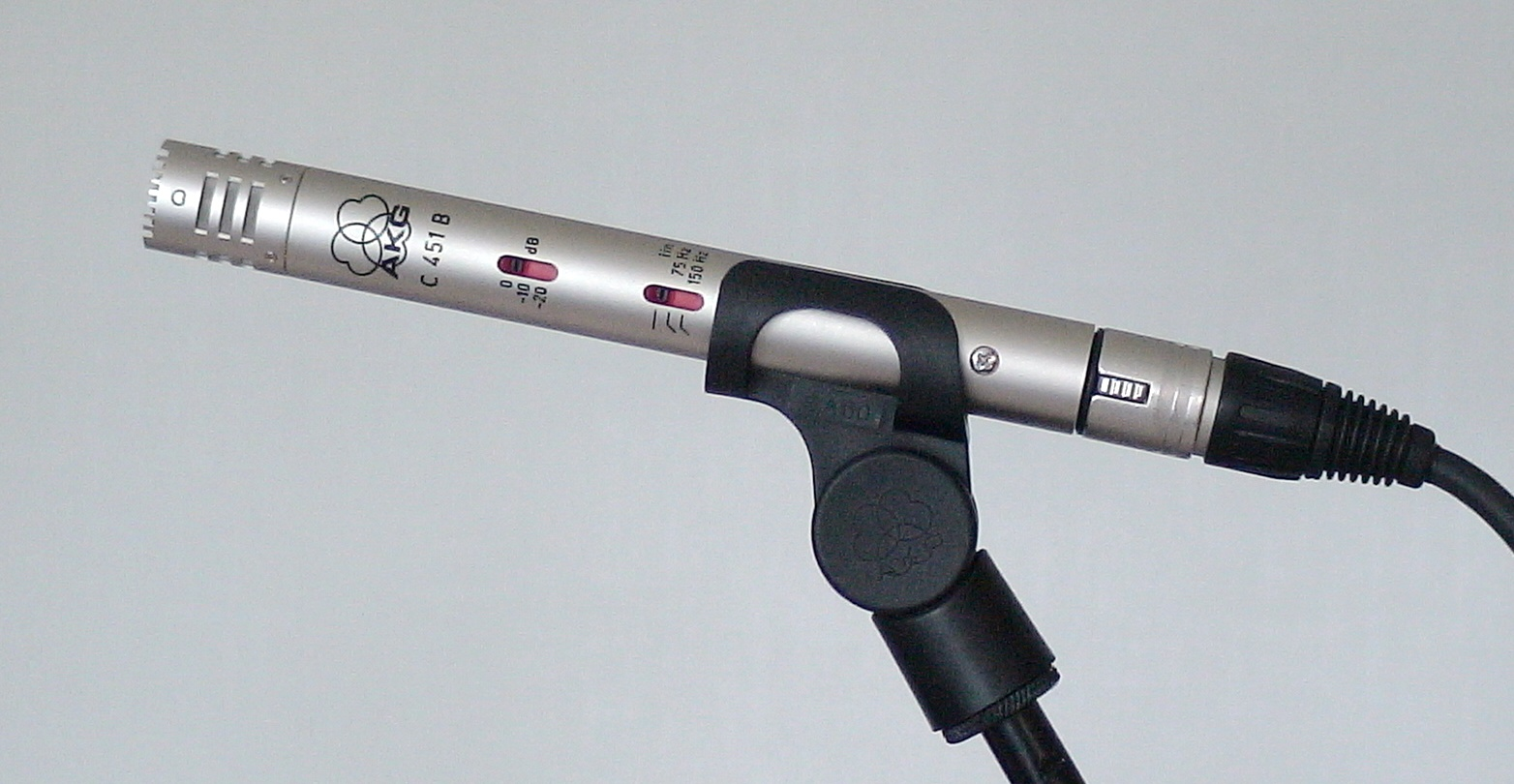
AKG C451B

Das AKG C451 ist ein Kondensatormikrofon des österreichischen Herstellers AKG Acoustics, das ab 1969 in unterschiedlichen Versionen hergestellt wurde. Es ist weltweit verbreitet und kann für Gesangs- und Instrumentenabnahmen eingesetzt werden.

## Geschichte
Das erste C451 war mit der verwendeten CK1-Kapsel AKGs erstes Kleinmembran-Kondensatormikrofon in rauscharmer FET-Technik. Der von Tontechnikern geschätzte ausgeglichene Frequenzgang und das modulare Design trugen zur großen Verbreitung bei. Die mit unterschiedlichen Charakteristiken erhältlichen Kapseln konnten dabei mit einfachen Handgriffen gewechselt werden. Während das C451 anfangs ein Vorschaltgerät benötigte, erlaubten die Folgeversionen C und E universelle Speisespannungen von 9…52 V und damit den Einsatz mit der allgemein üblichen 48-V-Phantomspeisung.
Mit den Versionen C451EB/CB bekam das Mikrofon einen schaltbaren „Bassabschwächer“. Das „CMS“ (Condenser Modular System) wurde schließlich durch das komplett überarbeitete C451B (seit 2002) abgelöst. Auf die Modularität wurde verzichtet und es kommt eine Elektretkapsel mit übertragerloser Schaltung zum Einsatz. Die klangliche Qualität des C451B entspricht laut AKG der von 1969. Durch einen Schalter kann ein 3-Stufen-Hochpass (flat, 75Hz, 150 Hz) und eine Dämpfung in drei Stufen (0 dB, -10 dB, -20 dB) geschaltet werden.
Für den Stereoeinsatz bietet AKG auch paarweise selektierte C451B an. Vorübergehend war auch eine „65th Anniversary“ Edition mit dunkelgrauem Gehäusefinish erhältlich.
Heute gilt das C451 immer noch als Standardmikrofon in den Materiallisten vieler Studios, Orchester, Veranstalter und PA-Verleiher. Es gilt unverändert als unbedingt „ridertauglich“ und wird für manche Anwendungen vom Toningenieur ausdrücklich vorgeschrieben.

## Einsatzapplikationen
Das Richtmikrofon mit Nierencharakteristik weist einen über weite Bereiche sehr ausgeglichenen, linearen Frequenzgang auf. Bei etwa 12 kHz ist eine leichte Überhöhung ausgebildet, was es insbesondere für die Ab- und Aufnahme von Instrumenten mit großem Höhenanteil beispielsweise Schlagzeugbecken beliebt macht. Es kommt aber auch für Gitarre, Streicher, Harfe, Flügel und Perkussionsinstrumente zum Einsatz. Besonders für Anwendungen im Freien wird es häufig gewählt, da der für den Betrieb zulässige Temperaturbereich von -20 bis +60° C beträgt.

## Technische Daten
- Richtcharakteristik:    Niere
- Frequenzbereich:   20 bis 20000 Hz
- Empfindlichkeit:   9 mV/Pa
- Signal, Rauschabstand:   76 dB-A
- Grenz-Schalldruckpegel: 155 dB SPL
- Pad:               -10 dB/ -20 dB
- Basscut:                75 / 150 Hz
- Phantomspeisung:        9 -52 V
- Ausgangsimpedanz:   200 Ohm[4]